# Papuanella bigata
Papuanella bigata är en insektsart som beskrevs av Medler 2000. Papuanella bigata ingår i släktet Papuanella och familjen Flatidae. Inga underarter finns listade i Catalogue of Life.